# 按察使銜分巡臺灣兵備道
按察使銜分巡臺灣兵備道設置於清乾隆56年(公元1791年)，前身為福建分巡臺灣兵備道，是台灣道正式的道員官職，即台灣清朝統治時期的實際行政主官。此官職名稱又稱為台道或亦可稱為台灣道、分巡台灣道。
按察使銜分巡台灣兵備道之官銜與前身「分巡台灣兵備道」最大不同在予新官職明確加授按察使銜，也就是將本來的正四品道員官銜提高到正三品按察使官銜，增加了可直接上奏清朝皇帝之職權。同時，也將福建省監察台灣的職務劃分與台灣道。簡言之，就是新官銜增加了獨立監察權，道署設於台南的台灣道仍為福建省所管轄，主官皆為外地輪調。
清光緒十一年(公元1885年)，台灣道行政區劃升格為台灣省（正式名稱為福建台灣省）之後，按察使銜分巡台灣兵備道原則歸品等為從二品之台灣巡撫制約，實際行政權也為福建台灣布政使所承襲。布政使司為設省之建置，其職責必然與原道臺相重疊，也造成了職權劃分不清之問題的情形。台灣道劉璈任職期間與台灣巡撫劉銘傳之間，因為爭權造成許多紛爭，後來劉銘傳設局將劉璈罷免。

## 歷任
- 萬鍾傑：1788年
- 王慶常：1791年，似未到任
- 楊廷理：1791年
- 劉大懿：1795年
- 季學錦：1797年
- 遇昌：1798年
- 慶保：1801年
- 遇昌：1802年
- 慶保：1805年回任
- 清華：1806年
- 張志緒：1808年
- 汪楠：1811年
- 糜奇瑜：1812年－1817年
- 汪楠：1817年回任
- 蓋方泌：1818年代理
- 汪楠：1819年再回任
- 蓋方泌：1819年再度代理
- 葉世倬：1820年
- 毛鼎亨：1821年（未到任）
- 史譜：1821年
- 周漪：1821年
- 陳中孚：1821年
- 胡承珙：1821年
- 方傳穟：1824年代理
- 孔昭虔：1824年
- 陳鑾：1827年（未到任）
- 劉重麟：1827年
- 鄧傳安：1830年代理
- 平慶：1830年
- 周凱：1832年，權台灣道。
- 劉鴻翱：1833年
- 周凱：1836年回任
- 熊一本：1837年代理
- 沈汝瀚：1837年
- 姚瑩：1838年，台灣道，因第一次鴉片戰爭中斬殺英俘，被流放四川。
- 熊一本：1843年
- 仝卜年：1847年
- 熊一本：1847年回任
- 徐宗幹：1848年，授台灣道。
- 瑞璸：1854年（未到任）
- 裕鐸：1854年
- 孔昭慈：1858年，升台灣道，1861年死於戴潮春事件。
- 洪毓琛：1861，調任台灣道。
- 陳懋烈：1863年
- 丁曰健：1864年，補台灣道。
- 吳大廷：1866年
- 梁元桂：1868年代理
- 黎兆棠：1869年
- 定保：1871年
- 周懋琦：1872年代理
- 潘駿章：1872年
- 夏獻綸：1873年，署台灣道。
- 周懋琦：1879年再度代理
- 張夢元：1879年
- 劉璈：1881年，台灣道。
- 陳鳴志：1885年
- 唐景崧：1887年，授台灣道，1891年，升福建台北布政使，1894年再升台灣巡撫，1895年任台灣民主國總統。
- 程起鶚：1891年代理
- 唐贊袞：1891年代理
- 顧肇熙：1892年
- 陳文騄：1894年，1895年內渡
- 賴鶴年：1895年
- 區鴻基：1895年
- 忠滿：1895年代理